# Karums alvar
Karums alvar är ett alvar i Högsrums socken på Öland, känt för ett gravfält från äldre järnåldern.
Gravfältet är 370 gånger 50 meter och består av omkring 70 fornlämningar, däribland 55 runda stensättningar, fyra rektangulära stensättningar, en skeppssättning och tio resta stenar. Särskilt de rektangulära stensättningarna med resta hörnstenar är prydliga. 
Skeppssättningen kallas Noaks ark och är 26 meter lång och är 3,5 meter bred. Stenarna är liggande och stävarna består av kantställda kalkstenshällar. Stenarna ligger också tvärsöver skrovet, vilka möjligen utgör roddarbänkar, liksom en mittsten som möjligen markerar masten. 
De runda stensättningarna är 4–12 meter diameter och 0,1–0,4 meter höga. Vid vägkröken mot Långlöt står två stora kalkstenshällar, de så kallade Odens flisor. Vid dem skulle enligt sägnen Oden ha bundit sin häst Sleipner.